# Big Muddy River
Der Big Muddy River fließt durch den Süden des US-amerikanischen Bundesstaates Illinois. Er entspringt in der Nähe von Kell im Marion County und mündet nach 267 km unterhalb von Murphysboro im Jackson County in den Mississippi River.
Unweit von Benton wird der Big Muddy River zum Rand Lake aufgestaut.
Der Name Big Muddy River (wörtlich: „Großer Schlammfluss“) bezieht sich auf den schlammigen Grund auf dem größten Teil seines Laufes.
Der Fluss ist nicht zu verwechseln mit dem Missouri River, der im Volksmund oft Big Muddy genannt wird.

## Orte und Countys am Big Muddy River (in Flussrichtung)
Orte:
| - Kell - Dix - Mt. Vernon | - Benton - Zeigler - Royalton | - Hurst - De Soto - Murphysboro |

Countys:
| - Marion County - Jefferson County - Franklin County | - Williamson County - Jackson County |

## Namensvarianten
Der Fluss besitzt mehrere Bezeichnungsvarianten:
- Big Muddy Creek[2]
- Muddy River[2]
- Rayse Creek[2]
- West Fork East Muddy Creek[2]